# Línea 3 del Metro de Belo Horizonte
La Línea 3: Pampulha ↔ Belvedere será una de las líneas del Metro de Belo Horizonte totalmente subterránea. Actualmente se encuentra en fase de diseño.

## Historia
El proyecto de implantación de la línea 3 surgió a comienzos de los años 2000, debido a la necesidad de modernizar el transporte público en los Regionales de Pampulha y Centro de Belo Horizonte. Su trazado es paralelo a la Avenida Antonio Carlos hasta el Complejo de la Lagoinha, donde pasa a ser paralela a la Avenida Afonso Pena hasta Savassi. Tendrá un total de 12,5 km de extensión con el objetivo de transportar 300.000 pasajeros al día. Importantes áreas como la UFMG, el Mineirão, la Rodoviária y el Aeropuerto de Pampulha se verán beneficiados por el proyecto.
En 2008, Brasil fue elegida sede oficial del Mundial de fútbol de 2014 de la FIFA. Con este gran evento en el país, la Prefectura de Belo Horizonte consideró fundamental la implantación de la línea 3 alegando ser la principal conexión del Centro con el estadio Mineirão en Pampulha. No obstante, debido a un atraso en la liberación de los fondos para el inicio de las obras por parte de la Unión, la Prefectura decidió adoptar el Bus Rapid Transit como alternativa para el transporte en Belo Horizonte hasta los partidos de la copa. Ya fueron anunciados cerca de 1.000 millones de reales para la implantación de los corredores, uno de ellos en la Avenida Antonio Carlos, el mismo corredor por donde el Metro circularía.
El 17 de septiembre de 2011 la presidenta de la república, Dilma Rousseff, anunció la liberación de fondos por un valor de 3.160 millones de reales para la ampliación, reforma y modernización del sistema. Está prevista la implantación del ramal Savassi-Lagoinha de la Línea 3. entre otras intervenciones.

## Estaciones
| Sigla | Estación                | Comentarios |
| ----- | ----------------------- | --- |
|       | Pampulha                | En estudio. |
|       | Santa Rosa              | En estudio. |
|       | UFMG                    | En estudio. |
|       | Anillo de transporte    | En estudio. |
|       | Bernardo Vasconcelos    | En estudio. |
|       | Hospital Belo Horizonte | En estudio. |
|       | São Cristóvão           | En estudio. |
|       | SENAI                   | En estudio. Ya prevista en el actual proyecto, pero con el funcionamiento de centro provisional de mantenimiento |
| ULG   | Lagoinha                | Inaugurada. Futura integración gratuita con la Línea 1 del Metro.                                                |
|       | Plaza 7                 | En proyecto. Futura integración gratuita con la Línea 2 del Metro.                                               |
|       | Palacio de las Artes    | En proyecto. |
|       | Tiradentes              | En proyecto. |
|       | Savassi                 | En proyecto. |